# Giacinto Calandrucci

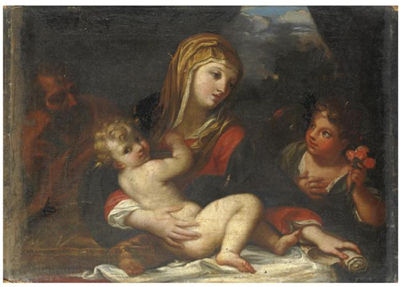
Heilige Familie mit dem Johannesknaben

Giacinto Calandrucci (* 20. April 1646 in Palermo; † 22. Februar 1707 in Palermo) war ein italienischer Maler des Barocks.

## Leben
Seine künstlerische Ausbildung erhielt er wahrscheinlich in Rom beim Maler und Kupferstecher Pietro del Pò (* 1610 in Palermo – 1692 in Neapel), der schon um 1649 in Rom weilte und 1650 Mitglied der römischen Accademia di San Luca war. Es folgte eine zusätzliche Ausbildung in der Werkstatt von Carlo Maratta (* 1625; † 1713). Später wechselte er zum Bildnis- und Kirchenmaler Giuseppe Passeri (* 1654; † 1714), dem Lieblingsschüler Marattas.
In den 1680er Jahren vollendete Calandrucci in Rom den Freskenzyklus „Die Vier Jahreszeiten“ im Palazzo Lante, arbeitete in drei Palästen der Familie Muti und anderer Adelshäuser. Hinzu kamen Aufträge für Altarbilder und Kirchenfresken. Auch als Zeichner von mythologischen und religiösen Themen hat er sich einen Namen gemacht. Für die Kirche San Bonaventura al Palatino schuf er die Darstellung Heilige Paschalis, Diego und Salvatore d'Orta.
1705 kehrte er nach Palermo zurück, um das Oratorio di San Francesco e Lorenzo zu freskieren. 1707 starb er, und die unvollendete Arbeit wurde vom Bruder Domenico Calandrucci fertiggestellt.
Als Schüler von Ciacinto werden der Bruder Domenico und der Neffe Giovanni Battista Calandrucci genannt.

## Gemälde und Fresken
- Palazzo Lante (Rom): Freskenzyklus „Die vier Jahreszeiten“ (1680er)
- Palazzo Muti-Papazzurri (Rom): Mythologische Fresken in der Galerie
- Palazzo Muti-Bussi (Rom): Dekorationsfresken
- Palazzo Strozzi–Besso (Rom): Dekorative Fresken in der Galerie
- Villa Falconieri (Frascati): Deckenfresko „Opfer der Ceres“
- Sant’Antonio dei Portoghesi (Rom): Fresken am Gewölbe und den Lünetten, für den Hauptaltar ein Gemälde „Madonna und Kind“ sowie eine „Taufe Christi“
- San Bonaventura al Palatino (Rom): Gemälde „Heilige Familie mit S. Anna und anderen Heiligen“ (vor 1686)
- Cappella Altieri der Santa Maria in Campitelli (Rom): Gemälde „Auferstehung des Johannes d.T.“
- San Paolino della Regola (Rom): Heilige Familie mit S. Anna und S. Antonius von Padua (um 1700).
- Santa Maria dell’Orto in Rom (Rom): Fresken „Mariä Himmelfahrt“ (1700–1705)
- Museo Diocesano di Palermo: Gemälde „Santa Rosalia in abiti di monaca basiliana“ (1703)
- Nationalmuseum Stockholm: Selbstporträt
- Oratorio dei Santi Francesco e Lorenzo (Palermo): Deckenfresken (1707), vom Bruder Domenico vollendet
- San Salvatore (Palermo) Fresken
- Burghley House, (Stamford), 2 Tafelbilder mit idyllischen Landschaften

## Zeichnungen
- Studie von Händen und Füßen (Louvre, Paris)
- Raub der Proserpina
- Heilige Familie mit Johannes d.T.
- S. Josef mit Jesusknaben
- Mariä Himmelfahrt
- Unbekannter Heiliger vor einem Kruzifix und S. Georg (Kunsthandel Josef Fach, Frankfurt/Main Katalog 97)
- Studie über zwei Putti, Sotheby’s Mailand, 22. Juni 2004
- Satyr, Kunstmuseum Düsseldorf